# Kenya Civil Aviation Authority
Kenya Civil Aviation Authority (KCAA) ist eine kenianische Behörde mit Sitz in Nairobi in deren Zuständigkeit unter anderem  die zivile Flugverkehrskontrolle sowie die Regulierung der Luftfahrtindustrie in Kenia fällt.
Die Behörde bietet durch die East African School of Aviation auch Aus- und Weiterbildung für Luftfahrtpersonal an.

## Geschichte
1946 gründeten die Kolonialregierungen von Kenia, Uganda, Tanganjika und Sansibar das East African Directorate of Civil Aviation (EADCA). Mit dem Zusammenbruch der Ostafrikanischen Gemeinschaft (EAC) im Juni 1977, gründeten die ostafrikanischen Länder ihre eigenen zivilen Luftfahrtbehörden. Am 16. Dezember 1977 wurde das Kenya Directorate of Civil Aviation (DCA) eingerichtet.
Am 24. Oktober 2002 wurde die Kenya Civil Aviation Authority (KCAA) als eigenständige Körperschaft eingerichtet und übernahm damit die Agenden des DCA.

## Zuständigkeiten
Die Zuständigkeiten der Behörde umfassen die Entwicklung, Verwaltung und Regulierung eines sicheren, wirtschaftlichen und effizienten Systems für die zivile Luftfahrt in Kenia.
Darunter fällt unter anderem die Wahrnehmung von Aufgaben der Flugverkehrskontrolle sowie die Bereitstellung der hierfür erforderlichen Infrastruktur, die Flugsicherheit, Lizenzierung von Flugdiensten, Registrierung von Luftfahrzeugkennzeichen, Untersuchung von Flugunfällen und -störungen, Luftsicherheit, technische Regulierung und Zertifizierung wie auch die Beratung der Regierung in Fragen der Zivilluftfahrt.